# 원산역
원산역(元山驛)은 조선민주주의인민공화국 강원도 원산시에 있는 철도역이다.
조선민주주의인민공화국 측은 일제 강점기에 사용되던 구 역사를 복원하여 전시관으로 활용하고 있다. 이 전시관 내부에는 파시2-3호 증기 기관차와 일제 강점기의 다 7형 객차로 추정되는 객차가 전시되어 있으며, 보존 상태도 매우 우수하다고 한다.

## 연혁
- 1913년 8월 21일 : 경원선 룡지원 - 원산 구간 개통과 함께 석우동에서 영업 개시[1]
- 1951년 : 원산 일대의 폭격으로 역사 소실
- 1975년 : 양지동으로 역사 이설